# Cortos (Ávila)
Cortos es una localidad perteneciente al municipio de Tolbaños (provincia de Ávila) situado a 3 km de la capital, Ávila.

## Historia
Cortos era propiedad de un marqués que cuando murió se dividieron sus tierras en varias partes.

## Demografía
Cortos siempre ha mantenido un nivel de población de aproximadamente 100 habitantes, aunque actualmente cuenta con solo 8 habitantes, estando al borde de la desaparición.

## Geografía
Es una localidad de la provincia de Ávila, cercana a Berrocalejo de Aragona, población situada en la carretera que une Villacastín con Ávila.
Tiene 8 habitantes INE 2011.
- Datos: Q5789773
- Multimedia: Cortos, Tolbaños / Q5789773